# Stoutland (Missouri)
Stoutland è un villaggio degli Stati Uniti d'America, situato nello Stato del Missouri, diviso tra la contea di Camden e la contea di Laclede.